# Premier Division 1990-1991 (Irlanda)
La stagione 1990-1991 è stata la settantesima edizione della League of Ireland, massimo livello del calcio irlandese.

## Squadre partecipanti

### Profili
| Club partecipanti | Club partecipanti | Città      | Stadio             | Stagione 1989-1990                           |
| ----------------- | ----------------- | ---------- | ------------------ | -------------------------------------------- |
| Athlone Town      | dettagli          | Athlone    | St Mel's Park      | 10° in League of Ireland                     |
| Bohemians         | dettagli          | Dublino    | Dalymount Park     | 6° in League of Ireland                      |
| Cork City         | dettagli          | Cork       | Turners Cross      | 5° in League of Ireland                      |
| Derry City        | dettagli          | Derry      | Brandywell Stadium | 2° in League of Ireland                      |
| Dundalk           | dettagli          | Dundalk    | Oriel Park         | 3° in League of Ireland                      |
| Galway Utd        | dettagli          | Galway     | Terryland Park     | 8° in League of Ireland                      |
| Limerick          | dettagli          | Limerick   | Jackman Park       | 9° in League of Ireland (come Limerick City) |
| St Patrick's      | dettagli          | Dublino    | Richmond Park      | Campione d'Irlanda                           |
| Shamrock Rovers   | dettagli          | Dublino    | Glenmalure Park    | 4° in League of Ireland                      |
| Shelbourne        | dettagli          | Shelbourne | Tolka Park         | 7° in League of Ireland                      |
| Sligo Rovers      | dettagli          | Sligo      | The Showgrounds    | 2° in FAI First Division, promosso           |
| Waterford United  | dettagli          | Waterford  | Kilcohan Park      | 1° in FAI First Division, promosso           |

## Classifica finale
|  | Pos. | Squadra          | Pt | G  | V  | N  | P  | GF | GS | DR  |
|  | ---- | ---------------- | -- | -- | -- | -- | -- | -- | -- | --- |
|  | 1.   | Dundalk          | 52 | 33 | 22 | 8  | 3  | 52 | 27 | +25 |
|  | 2.   | Cork City        | 50 | 33 | 19 | 12 | 2  | 45 | 18 | +27 |
|  | 3.   | St Patrick's     | 44 | 33 | 17 | 10 | 6  | 46 | 21 | +25 |
|  | 4.   | Shelbourne       | 42 | 33 | 18 | 6  | 9  | 59 | 30 | +29 |
|  | 5.   | Sligo Rovers     | 38 | 33 | 13 | 12 | 8  | 34 | 22 | +12 |
|  | 6.   | Shamrock Rovers  | 37 | 33 | 14 | 9  | 10 | 51 | 37 | +14 |
|  | 7.   | Derry City       | 35 | 33 | 13 | 9  | 11 | 51 | 28 | +23 |
|  | 8.   | Galway Utd       | 23 | 33 | 9  | 5  | 19 | 34 | 61 | -27 |
|  | 9.   | Bohemians        | 22 | 33 | 7  | 8  | 18 | 27 | 42 | -15 |
|  | 10.  | Athlone Town     | 19 | 33 | 6  | 7  | 20 | 22 | 53 | -31 |
|  | 11.  | Waterford United | 17 | 33 | 6  | 5  | 22 | 22 | 62 | -40 |
|  | 12.  | Limerick         | 17 | 33 | 6  | 5  | 22 | 21 | 73 | -52 |

Legenda:

         Campione d'Irlanda e qualificata in Coppa dei Campioni 1991-1992
         Qualificata in Coppa delle Coppe 1991-1992
         Qualificate in Coppa UEFA 1991-1992
         Retrocesse in First Division 1991-1992

Note:
Due punti a vittoria, uno a pareggio, zero a sconfitta.

## Statistiche

### Squadre
| Record - Maggior numero di vittorie: Dundalk (22) - Minor numero di sconfitte: Cork City (2) - Miglior attacco: Shelbourne (59) - Miglior difesa: Cork City (18) - Miglior differenza reti: Shelbourne (+29) - Maggior numero di pareggi: Shelbourne (13) - Minor numero di vittorie: Sligo Rovers (12) - Maggior numero di sconfitte: Waterford United e Limerick (22) - Peggiore attacco: Limerick (21) - Peggior difesa: Limerick (73) - Peggior differenza reti: Limerick (-52) |